# منتزه بوينس آيرس
منتزه بوينس آيرس (الأرمينية: Բուենոս Այրեսի այգի) هي حديقة عامة في منطقة أجابنياك في يريفان، أرمينيا تقع في الركن الشمالي الشرقي من تقاطع هالابيان مارغريان، بالقرب من المركز الطبي الجمهوري في أرمينيا، على الضفة اليسرى لنهر هرزدان بمساحة بقدر حوالي 4 هكتارات.
تم تجديد الحديقة المهجورة بالقرب من المركز الطبي الجمهوري في أرمينيا خلال صيف عام 2012 وتسميتها بوينس آيرس توأمة مع يريفان منذ عام 2000، افتتحت الحديقة رسميا في 30 أكتوبر 2012.
تحتوي الحديقة على مسبح مركزي نصف دائري مع نوافير ومساحة 3000 متر مكعب من سطح الماء. بالإضافة إلى تزويدها بمساحة صغيرة للأحداث الرياضية في الهواء الطلق.
الحديقة هي مكان التدريب المنتظم في شارع تجريب في أرمينيا.